# Municipio de Harrison (condado de Rice)
El municipio de Harrison (en inglés: Harrison Township) es un municipio ubicado en el condado de Rice en el estado estadounidense de Kansas. En el año 2010 tenía una población de 171 habitantes y una densidad poblacional de 1,87 personas por km².

## Geografía
El municipio de Harrison se encuentra ubicado en las coordenadas 38°23′36″N 98°12′17″O / 38.39333, -98.20472. Según la Oficina del Censo de los Estados Unidos, el municipio tiene una superficie total de 91.42 km², de la cual 91,36 km² corresponden a tierra firme y (0,07 %) 0,06 km² es agua.

## Demografía
Según el censo de 2010, había 171 personas residiendo en el municipio de Harrison. La densidad de población era de 1,87 hab./km². De los 171 habitantes, el municipio de Harrison estaba compuesto por el 94,15 % blancos, el 1,17 % eran afroamericanos, el 3,51 % eran de otras razas y el 1,17 % eran de una mezcla de razas. Del total de la población el 8,19 % eran hispanos o latinos de cualquier raza.